# Arthur Fiedler
Arthur Fiedler (ur. 17 grudnia 1894 w Bostonie, zm. 10 lipca 1979 tamże) – amerykański dyrygent.

## Życiorys
Pochodził z rodziny muzyków, w dzieciństwie uczył się gry na skrzypcach u ojca, Emanuela Fiedlera. W 1909 roku wyjechał do Berlina, gdzie studiował u Willy’ego Hessa (skrzypce) i Ernsta von Dohnányiego (kameralistyka). Po powrocie do Stanów Zjednoczonych w 1915 roku został członkiem Bostońskiej Orkiestry Symfonicznej. W zespole tym był skrzypkiem i altowiolistą, grał też na czeleście, fortepianie i organach. W 1924 roku założył własny zespół Boston Sinfonietta. Od 1929 roku organizował Esplanade Concerts, cykl popularnych letnich koncertów odbywających się nad brzegiem Charles River w Bostonie. Od 1930 roku przez prawie pół wieku dyrygował Boston Pops Orchestra, z którą wykonywał lżejszy repertuar, m.in. orkiestrowe aranżacje przebojów muzyki popularnej. Organizował liczne trasy koncertowe, występował też w radio i telewizji. W latach 1951–1978 prowadził San Francisco Pops Orchestra. Gościnnie występował w Kanadzie i Europie.
W 1977 roku otrzymał z rąk prezydenta Geralda Forda Prezydencki Medal Wolności. Doktor honoris causa Harvard University i Yale University. Posiada swoją gwiazdę na Hollywoodzkiej Alei Gwiazd.